# القاد (أسلم)

تعديل مصدري - تعديل

القاد هي إحدى قرى عزلة أسلم الوسط بمديرية أسلم التابعة لمحافظة حجة، بلغ تعداد سكانها 44 نسمة حسب تعداد اليمن لعام 2004.